# Flying By

"Flying By" é um filme americano de 2009, estrelado por Billy Ray Cyrus (Rob Ray Cyrus - Hannah Montana), Heather Locklear e Olesya Rulin (Kelsi - High School Musical.